# Водопад (ракетный комплекс)
РПК-6М «Водопад» (по классификации МО США и НАТО — SS-N-16 Stallion) — советский противолодочный ракетно-торпедный комплекс. Комплекс способен поражать подводные лодки противника на дальности до 50 км.
Разработка началась согласно постановлению Совета Министров в декабре 1969 года. Головной разработчик — ОКБ «Новатор» (ОКБ-8). Принят на вооружение ВМФ в 1981 году.
Ракета комплекса запускается из торпедного аппарата калибра 533 мм подводной лодки или надводного корабля как штатная торпеда. В воде, на некотором расстоянии от носителя, ракета включает твердотопливный реактивный двигатель, выходит из воды и осуществляет полет до заданного района. Там ракета сбрасывает боевую часть, которая приводняется на парашюте. В качестве боевой части используется ядерный заряд или 400-мм малогабаритная электрическая торпеда УМГТ-1 (дальность хода — 8 км, глубина — до 500 м, скорость движения — 41 узел).
При запуске с надводных кораблей из торпедного аппарата ракета также сначала ныряет в воду с выключенными двигателями. Через некоторое время двигатели включаются, ракета выходит из воды и выполняет полет к цели.. Этап «ныряния в воду» обусловлен унификацией ракето-торпеды для запуска как с надводных кораблей, так и с подводных лодок.